# Trofeo Matteotti 1969
Il Trofeo Matteotti 1969, ventiquattresima edizione della corsa, si svolse il 3 agosto 1969 su un percorso di 246,5 km. La vittoria fu appannaggio dell'italiano Marino Basso, che completò il percorso in 5h49'49", precedendo i connazionali Luigi Sgarbozza e Adriano Durante.

## Ordine d'arrivo (Top 10)
| Pos. | Corridore         | Squadra   | Tempo    |
| ---- | ----------------- | --------- | -------- |
| 1    | Marino Basso      | Molteni   | 5h49'49" |
| 2    | Luigi Sgarbozza   | Max Meyer | s.t.     |
| 3    | Adriano Durante   | Scic      | s.t.     |
| 4    | Romano Tumellero  | Ferretti  | s.t.     |
| 5    | Dino Zandegù      | Salvarani | s.t.     |
| 6    | Giuseppe Grassi   | Filotex   | s.t.     |
| 7    | Ercole Gualazzini | Max Meyer | s.t.     |
| 8    | Ernesto Donghi    | Sagit     | s.t.     |
| 9    | Franco Bitossi    | Filotex   | s.t.     |
| 10   | Luciano Armani    | Scic      | s.t.     |